# Hilisimaetano (Maniamolo)
Hilisimaetano is een bestuurslaag in het regentschap Nias Selatan van de provincie Noord-Sumatra, Indonesië. Hilisimaetano telt 1951 inwoners (volkstelling 2010).